# Matsch Ridge
Matsch Ridge är en bergstopp i Antarktis. Den ligger i Västantarktis. Chile gör anspråk på området. Toppen på Matsch Ridge är 1 830 meter över havet.
Terrängen runt Matsch Ridge är kuperad åt nordväst, men åt sydost är den bergig. Trakten är obefolkad. Det finns inga samhällen i närheten.